# Robert Lehman
Robert Owen Lehman, Sr. (New York, 29 settembre 1891 – New York, 9 agosto 1969) è stato un banchiere e filantropo statunitense, capo di lunga data della banca d'investimento Lehman Brothers, proprietario di cavalli da corsa e collezionista d'arte.

## Biografia
Era nato in una famiglia ebrea di New York. Era il figlio di Philip e nipote di Emanuel Lehman, uno dei fondatori di Lehman Brothers banca d'investimento, e Carrie Lauer.
Si laureò alla Hotchkiss School nel 1908 e nel 1913 alla Yale University e divenne membro della confraternita Delta Kappa Epsilon (capitolo Phi). Quando suo padre si ritirò, nel 1925, "Bobbie" Lehman assunse il ruolo di guida dell'azienda di famiglia. Rilevò la banca in un periodo in cui Lehman Brothers, come i suoi concorrenti Goldman Sachs e Morgan Stanley, era essenzialmente una società con un solo ufficio.
Mentre i sani principi finanziari erano essenziali, Robert Lehman veniva spesso citato come uno che "scommetteva sulle persone". Una di quelle persone in cui credeva era Juan Trippe che avrebbe trasformato la Pan American World Airways in una potenza industriale. Robert Lehman capì che per massimizzare la crescita di Lehman Brothers aveva bisogno di capitale aggiuntivo per gli investitori. Pur mantenendo il controllo del voto, fu il primo a invitare i membri che non facevano parte della famiglia a diventare partner. Capì anche che i partner giusti potevano espandere le opportunità dell'azienda attraverso incarichi direttivi interconnessi. Come tale, vendette una partecipazione in Lehman Brothers a John D. Hertz che aveva venduto la sua Yellow Cab Company e The Hertz Corporation per una fortuna e che era nel consiglio di amministrazione della General Motors. Sotto Robert Lehman, la banca si concentrò su industrie di consumo in rapido sviluppo con accordi di finanziamento organizzati nella vendita al dettaglio, nelle compagnie aeree e nel settore dell'intrattenimento, in particolare con l'accordo del 1928 del gruppo teatrale Keith-Albee-Orpheum che vendette la maggior parte delle sue azioni a Joseph P. Kennedy portando alla creazione degli studi cinematografici RKO e, quando Lehman mise insieme il finanziamento iniziale per la Paramount Pictures, John D. Hertz sarebbe stato il suo collegamento nel consiglio di amministrazione della Paramount.
Robert Lehman guidò la sua azienda attraverso i pericoli del crollo del mercato azionario del 1929 e la conseguente Grande depressione degli anni 1930. Dopo la guerra, fece crescere l'azienda in modo sostanziale, espandendosi a Parigi, in Francia, per soddisfare le esigenze finanziarie dei suoi clienti con operazioni internazionali. Nel processo, divenne una delle persone più ricche degli Stati Uniti.

## Cavalli purosangue
Amante dei cavalli e appassionato di polo, Robert Lehman giocava in una squadra di polo con W. Averell Harriman, Jock Whitney e Tommy Hitchcock, Jr. Era anche un proprietario e allevatore di cavalli da corsa purosangue che fece gareggiare cinque cavalli nel Kentucky Derby. I suoi cavalli, la maggior parte addestrati da Ralph G. Kercheval, vinsero numerose gare importanti tra cui il Correction Handicap e il Long Island Handicap all'Aqueduct Racetrack e il Bernard Baruch Handicap all'Ippodromo di Saratoga.

## Collezionista d'arte
Per sei decenni, Lehman costruì una collezione d'arte che suo padre aveva fondato nella loro casa al 7 West 54th Street nel 1911. Lehman dedicò molto tempo ed energie come membro di lunga data del Consiglio di fondazione del Metropolitan Museum of Art, diventando infine il primo presidente del consiglio di amministrazione del museo negli anni 1960. L'importanza della sua collezione divenne tale che nel 1957 quasi trecento opere furono utilizzate per una mostra personale al Museo dell'Orangerie del Louvre  nei Giardini delle Tuileries a Parigi. A quel tempo, la sua era l'unica collezione privata statunitense a ricevere questo onore. Nel 1968 gli venne assegnato un dottorato onorario in lettere umane dalla Yale University per aver "migliorato la vita civile, la cultura e lo sviluppo artistico della nostra civiltà".
Dopo la sua morte, nel 1969, la Fondazione Robert Lehman donò quasi 3 000 opere d'arte al Metropolitan Museum of Art, tra cui Henri Matisse, Francisco Goya, Henri de Toulouse-Lautrec, Édouard Vuillard, Auguste Rodin, André Dunoyer de Segonzac, Maurice de Vlaminck e Suzanne Valadon. Questa collezione, ospitata nell'ala Robert Lehman, venne aperta al pubblico nel 1975 e il museo la definì "una delle più straordinarie collezioni d'arte private mai raccolte negli Stati Uniti". Fino ad oggi, la sua Fondazione rimane attiva, gestendo il Robert Lehman Art Lecture Fund e sponsorizzando mostre nei musei, sia negli Stati Uniti che in tutto il mondo. Altre attività filantropiche includono il supporto alla programmazione televisiva della PBS. Il Robert Lehman Art Center presso la Brooks School di North Andover, nel Massachusetts, è intitolato in suo onore.

## Vita privata
Il primo matrimonio di Robert, con Ruth S. (nata Lamar) Rumsey (nata nel 1902) nel maggio 1929 a Montréal, si concluse con un divorzio intorno al 1931. Prima del suo matrimonio con Robert, Ruth Lamar era stata sposata con John Williams "Jack" Rumsey (1877-1960), proprietario dell'Embassy Club (un nightclub di New York City) e presidente dell'American Play Company (un'antica agenzia letteraria situata al 532 della Fifth Avenue a Manhattan).
Il secondo matrimonio di Robert, avvenuto il 25 giugno 1934 a Washington, fu con Ruth "Kitty" (Leavitt) Meeker (1904–1984), figlia di William Homer Leavitt e Ruth Bryan Owen, e nipote del Segretario di Stato degli Stati Uniti, William Jennings Bryan. Ebbero un figlio, direttore della fotografia e regista, Robert "Robin" Owen Lehman Jr. La Meeker aveva avuto tre figlie dal suo primo matrimonio con William Painter Meeker (1902-1983) da cui aveva divorziato nel 1933: Ruth Meeker, Helen Meeker e Kathrine Meeker. Anche il matrimonio di Robert e Ruth Meeker si concluse con un divorzio nel 1951.
Il terzo matrimonio di Robert, con Lee "Elena" (Anz) Lynn (1919–2006), ebbe luogo il 10 luglio 1952 a New York.
Morì il 9 agosto 1969 ed è sepolto nel Woodlawn Cemetery nel Bronx, a New York.